# Amos Biwott
Amos Biwott (celým jménem Amos Biwott Kipwabok, * 8. září 1947) je bývalý keňský atlet, olympijský vítěz na trati 3000 metrů překážek. 173cm, 68 kg v roce 1972.

## Atletická kariéra
Největších úspěchů dosáhl v běhu na 3000 metrů překážek. Byl prvním olympijským vítězem z Keni na této trati - zvítězil na olympiádě v Mexiku. Před olympijským startem běžel tuto trať pouze třikrát a na olympijské hry do Mexika přijel s podprůměrným a pozornost nebudícím časem 8:44,8, který zaběhl 10.8.1968 v Dar es Salaamu a který představoval až 76. místo světových tabulek sezóny 1968. Favority byli tehdy ještě především evropští běžci a také Biwottův již mezinárodně dobře známý krajan Benjamin Kogo, který však ve finiši olympijského finále nedokázal vzdorovat právě Biwottovi, jednomu z nejpřekvapivějších vítězů mexických her.
Jako první v historii zdolával překážky nikoliv s došlapem, ale pouhým přeběhem jako překážkáři v závodě na 400 metrů překážek. V rozběhu i finále běhu na 3000 metrů překážek v Mexiku byl také jediným závodníkem, který překonával vodní příkop bez namočení. K překonání vodního příkopu suchou nohou ovšem na překážku před vodním přikopem už došlápnout musel a právě jeho technika přeběhu tohoto typu překážky se stala předmětem mnoha diskusí. Biwott se před tuto překážkou odrážel od tartanové dráhy levou nohou, na překážku došlápl nohou pravou, vykročil z ní levou, ale ve vzduchu překrokoval a zcela netypicky dopadl opět na nohu pravou. Nezřídka doskakoval i na obě nohy a pažemi před dokokem prováděl široký rozšvih v předozadní poloze. Kupodivu tímto překonáváním překážek neztrácel rychlost běhu.
Odborníci dokonce začali uvažovat o výhodách tohoto stylu a někteří trenéři dokonce uvažovali o uplatnění Biwotova způsobu ve své praxi. Teprve na kongresu trenérské asociace v Aténách v roce 1969 konstatoval po důkladném rozboru italský trenér, že vítězství Biwotta je především výsledkem jeho neobvyklého nadání, dobré běžecké kondice a dobré adaptace jeho organismu na vysokohorské klima, a že způsob překonávání vodního příkopu neměl podstatný vliv na jeho umístění. A také, že Biwottův způsob překonávání vodního příkopu lze doporučit pouze ojediněle, a to především běžcům s nedostatečně silnými dolními končetinami nebo jednou nohou neschopnou účelně amortizovat rychlost a sílu dopadu za vodním příkopem (například při poranění achillovky, po nedoléčeném výronu při výrůstcích v kotníku apod.) - Polemiku kolem Biwottova běhu ukončil až jeho trenér Charles Mukora, který na stejné konferenci prohlásil, že byl u svého svěřence tento způsob běhu nacvičit vzhledm k tomu, že se Biwott při tréninku v roce 1967 zranil a utrpěl výron v kotníku. Nedostatek času na doléčení před blížícími se olympijskými hrami si vyžádal zmírnění dopadu za překážkou, respektive doskok na zdravou, silnější nohu. Proto tedy ona výměna nohou ve vzduchu, zmírnění doskoku rozšvihem paží nebo dopad na obě nohy.
Slibně pro něj začaly jeho druhé olympijské hry, pořádané v roce 1972 v Mnichově. Už v červnu 1972 doběhl Biwott na keňském mistrovství v Mombase na druhém místě (8:29,8) a bezpečně se na hry kvalifikoval. V Mnichově samotném potom Amos Biwott vyhrál svůj rozběh v novém olympijském a zároveň i africkém rekordu 8:23,8, který nebyl daleko ani od tehdejšího světového rekordu (8:22,0) Australana Kerryho O'Briena. Ve finále ovšem skončil až na 6. místě (8:33,6), když doběhl až jako třetí z trojice keňských finalistů - za stříbrným Benjaminem Jipchem a novým olympijským vítězem Kipchoge Keinem, který navíc z Biwottova tři dny starého olympijského a afrického rekordu ještě dvě desetiny sekundy ubral.
Dalším úspěchem byla pro Amose Biwotta bronzová medaile na hrách Commonwealthu v roce 1970 ve skotském Edinburghu (8:30,8, v rozběhu první za 8:37,0) za vítězným Australanem Tonym Manningem a Keňanem Jipchem. Naproti tomu se mu nedařilo na následujících hrách Commonwealthu v roce 1974, které hostil novozélandský Christchurch - Biwott skončil až osmý z třinácti finalistů (8:41,4) a jako jediný z keňské trojice (zvítězil Benjamin Jipcho a bronzový byl Evans Mogaka) nedosáhl na medaili.

## Amos Biwott v atletických tabulkách své doby

### světové tabulky v běhu na 3000 m překážek v roce 1972
8:20,8 Anders Gärderud (Švédsko), 1946, 1, Helsinky 14.9.1972
8:21,0 Tapio Kantanen (Finsko), 1949, 2, Helsinky 14.9.1972
8:22,2 Bronislaw Malinowski (Polsko), 1951, 1, Varšava 10.8.1972
8:23,6 Kipchioge Keino (Keňa), 1940, 1, Mnichov 4.9.1972
8:23,6 Kazimierz Maranda (Polsko), 1947, 1, Varšava, 27.6.1972
8:23,8 Amos Biwott (Keňa), 1948, 1 v rozběhu, Mnichov 1.9.1972
8:23,8 Dušan Moravčík (Československo), 1948, 1, Praha 17.9.1972
8:24,6 Benjamin Jipcho (Keňa), 1943, 2, Mnichov 4.9.1972
8:25,4 Michail Želev (Bulharsko), 1943, 1, Oslo 3.7.1972
8:25,4 Pekka Päivärinta (Finsko), 1949, 2, Helsinky 26.7.1972

### dlouhodobé světové tabulky v běhu na 3000 m překážek k 31.12.1972
8:20,8 Anders Gärderud (Švédsko), 1946, 1, Helsinky 14.9.1972
8:21,0 Tapio Kantanen (Finsko), 1949, 2, Helsinky 14.9.1972
8:22,0 Kerry O'Brien (Austrálie), 1946, 1, Berlín 4.7.1970
8:22,2 Vladimir Dudin (SSSR), 1941, 1, Kyjev 19.8.1969
8:22,2 Bronislaw Malinowski (Polsko), 1951, 1, Varšava 10.8.1972
8:23,4 Alexandr Morozov (SSSR), 1939, 2, Kyjev 19.8.1969
8:23,6 Kipchoge Keino (Keňa), 1940, 1, Mnichov 4.9.1972
8:23,6 Kazimierz Maranda (Posko), 1, Waršava 27.6.1972
8:23.8 Amos Biwott (Keňa), 1948, 1 v rozběhu, Mnichov 1.9.1972
8:23,8 Dušan Moravčík (Československo), 1948, 1, Praha 17.9.1972